# アンダニア (客船・2代)
アンダニア (RMS Andania) はイギリスの客船。1920年代はじめに6隻が建造されたキュナード・ラインの14000トンA級ライナーの最初の一隻。ヘブバーンでホーソン・レスリー社により建造された。1921年11月1日進水。
最初はハンブルク・ニューヨーク航路に就航し、後にリバプール・モントリオール航路に移った。
第二次世界大戦が始まると徴用されて仮装巡洋艦となった。1940年6月16日、ドイツ潜水艦「UA」の雷撃により大破。乗っていた全員が救助された後、レイキャビクからおよそ110kmのところで沈没した。

## 要目[2]
- トン数：13,950 GRT
- 全長：158.55 m (520 フィート 2 インチ)
- 全幅: 19.90 m (65 フィート 3 インチ)
- 機関: Double reduction steam turbines, 2軸
- 速力: 	16 ノット (30 km/h; 18 mph)
- 兵装（仮装巡洋艦時）：6インチ砲8、対空砲2